# 波止浜塩田
波止浜塩田（はしはまえんでん）は、愛媛県今治市波止浜町にかつて存在していた塩田である。

## 歴史
広島県の竹原塩田で技術を学んだ長谷部九兵衛により、1683年（天和3年）に愛媛県内最古の入浜式塩田が築かれた。この地域で製塩業が発達した理由として、晴天の日が多く雨が少ないという気候条件と、遠浅で干潮と満潮の海水面の差が大きいという地理的条件が挙げられる。塩の干満差を利用して塩を作る入浜式塩田の方法は波止浜は最適な場所であった。
塩田はその後、1687年（貞享4年）・1671年（元禄4年）・1807年（文化4年）・1823年（文政6年）・1834年（天保5年）と5回にわたって増設され、70余町歩の大塩田となった。
塩田で生産した塩は波止町（現:愛媛県今治市波止浜）の塩問屋の手をへて販売され、塩田で使用する松葉などの燃料も波止町を通じてもたらされたので、波止町は塩の生産が盛んになるにつれて活況を呈した。塩の移出は波止町の浜からなされたが港は内外の船の往来でにぎわい、波止町は伊予松山藩の重要な港町としても栄えた。塩田は幕末まで、逐次増築を行われ、42軒・約60ヘクタール余りの規模となった。
明治以降は波止浜塩田の増築は行われず、浜旦那と呼ばれる塩田地主たちは多角化事業に乗り出した。1902年に八木光三郎が発起人代表として波止浜船渠（現:新来島どっく）を波止浜財界の出資で設立し、1909年に原真十郎が印刷会社（現:ハラプレックス）を創業するなどしている。波止浜の浜旦那で最もスケールの大きな人物は八木亀三郎であり、1912年に今治瓦斯（現:四国ガス）が設立されると初代社長に就任し、1924年には日本の母船式蟹漁業の先駆けとなる大型蟹工船「樺太丸」を仕立て八木本店は蟹缶詰製造量は1924年から1927年まで全国一位となった。
明治30年代に入ると、「塩田国有論」が台頭し、1905年（明治38年）日露戦争を契機に、明治政府は戦費調達と国内塩業の保護を目的に「塩専売法」を施行。政府は、これらの塩田を管理・統括するための専売局や出張所および取扱所を主な塩田産地に設置し、波止浜には阪部塩務局（後の坂出地方専売局）の出張所として波止浜出張所が設置された。
波止浜の塩田地主は1873年(明治6年）に塩田組を組織していたが、1917年（大正6年）に波止浜塩合資会社を設立。1937年（昭和12年）には全塩田で生産した鹹水を町の北部の製塩工場にパイプで運び、合同製塩を開始した。
1938年（昭和13年）6月には真空式機械工場の建設に着手した。1942年（昭和17年）には砂層貫流式塩田に着工し、1943年（昭和18年）に完成した。

### 塩田廃止
1959年（昭和34年）11月に波止浜塩業組合は、塩業整備臨時措置法の適用を受け、塩製造を廃止し組合を解散した。当時、波止浜塩田は品質、生産性とも全国のトップクラスであり、必ずしも廃止を急ぐ必要はなかったが、あえて申請した。波止浜塩業組合組合長であった原真十郎は、塩田の将来を見抜き、「天候の支配から完全には脱却できない塩田製塩は、技術をいかに近代化しても安い外国塩には太刀打ちできない。地元には造船、タオルという地場産業があり失業問題は起こらない。今なら有利な条件で補償してもらえる」と説き、廃止の道を選択した。
塩業組合は製塩業の廃止にあたり、製塩の副産物である苦汁生産を行っていた波止浜化学工業を改組し、波止浜興産を設立した。波止浜興産は廃止された塩田を利用して地域開発をはかる会社であり、旧塩田地主がその株主となった。
波止浜興産は塩田を順次埋め立て住宅用地を造成したり、ゴルフ練習場や自動車教習所を開設している。宅地造成は塩田北部の五番浜に始まり、その南の二・三・六・七・八番浜へと及んでいった。この街区の中には、主要地方道大西・波止浜線が通じ、その沿線には商店や事務所が並び、波止浜の新しい商業・業務地区へと変貌した。

## 地名
塩田があった波止浜という地名も“塩”に由来している。塩田開発に伴う潮止の堤防を「波止(はし)」、塩田を「浜」と呼んだことから、「波止浜」という地名につながったと言われている。その他にも、波止浜地区には「内堀」「地堀」といった塩田に関連した地名が今も残っている。